# Temporada da NFL de 1949
A Temporada de 1949 da NFL foi a 30ª temporada regular da National Football League. Antes da temporada, o proprietário do Boston Yanks, Ted Collins, pediu à liga que suspendesse a atividade de sua franquia devido a problemas financeiros e que lhe dessa uma nova estabelecida em Nova York. Essa nova equipe se chamaria New York Bulldogs.   
Assim que a temporada regular chegou ao fim, foi criado um acordo de fusão entre a NFL e a All-America Football Conference (AAFC), anunciado em 9 de dezembro. Três times da AAFC se juntaram à NFL em 1950: Cleveland Browns, San Francisco 49ers e Baltimore Colts.  
A temporada chegou ao fim em 18 de dezembro de 1949 com o championship game em condições lamacentas, os visitantes, Philadelphia Eagles derrotou o Los Angeles Rams por 14 a 0, enquanto fortes chuvas caíam no sul da Califórnia, mantendo o comparecimento abaixo de 23.000 no Los Angeles Memorial Coliseum. Ambas as equipes tiveram ataques potentes, mas foram severamente limitadas pelas más condições de campo. A gestão de ambas as franquias, Eagles e Rams tinha favorecido o adiamento por uma semana, mas foi rejeitado pelo comissário Bert Bell.  

## Draft
O Draft para aquela temporada foi realizado no Bellevue-Stratford Hotel na Filadélfia, Pensilvânia, em 21 de Dezembro de 1948. E, com a primeira escolha, o Philadelphia Eagles selecionou o linebacker e futuro membro do Pro Football Hall of Fame, Chuck Bednarik da Universidade da Pensilvânia.

## Classificação Final
Assim ficou a classificação da final da National Football League em 1949.
P = Nº de Partidas, V = Vitórias, D = Derrotas, E = Empates, PCT = Porcentagem de vitória, DIV = Recorde de partidas da própria divisão, PF = Pontos a favor, PA = Pontos contra
| Eastern Division         |    |    |   |      |       |     |     |
| Time                     | V  | D  | E | PCT  | DIV   | PF  | PC  |
| Philadelphia Eagles      | 11 | 1  | 0 | .917 | 8-0   | 364 | 134 |
| Washington Football Team | 6  | 5  | 1 | .545 | 4-4   | 224 | 214 |
| New York Giants          | 6  | 6  | 0 | .500 | 3-5   | 287 | 298 |
| Pittsburgh Steelers      | 4  | 7  | 0 | .364 | 3-4-1 | 268 | 339 |
| Boston Yanks             | 1  | 10 | 1 | .091 | 1-6-1 | 153 | 368 |

| Western Division  |   |    |   |      |       |     |     |
| Time              | V | D  | E | PCT  | DIV   | PF  | PC  |
| Los Angeles Rams  | 8 | 2  | 2 | .800 | 6-1-1 | 360 | 239 |
| Chicago Bears     | 9 | 3  | 0 | .750 | 6-2   | 332 | 218 |
| Chicago Cardinals | 6 | 5  | 1 | .545 | 4-3-1 | 360 | 301 |
| Detroit Lions     | 4 | 8  | 0 | .333 | 2–6   | 237 | 259 |
| Green Bay Packers | 2 | 10 | 0 | .167 | 1–7   | 114 | 329 |

## NFL Championship Game
No NFL Championship Game (jogo do título), o Philadelphia Eagles derrotou o Los Angeles Rams por 14 a 0, sob fortes chuvas no sul da Califórnia, para 23.000 pessoas no Los Angeles Memorial Coliseum, em 18 de Dezembro de 1949.

## Líderes em estatísticas da Liga
| Estatística                                 | Nome             | Equipe              | Total |
| ------------------------------------------- | ---------------- | ------------------- | ----- |
| Passando                                    |                  |                     |       |
| Jardas de Passe                             | Johnny Lujack    | Chicago Bears       | 2658  |
| Passes para TD                              | Johnny Lujack    | Chicago Bears       | 23    |
| % de Passes Completos                       | Sammy Baugh      | Washigton Redskins  | .587  |
| Correndo                                    |                  |                     |       |
| Jardas Corridas                             | Steve Van Buren  | Philadelphia Eagles | 1146  |
| Corridas para TD                            | Steve Van Buren  | Philadelphia Eagles | 11    |
| Recebendo                                   |                  |                     |       |
| Jardas Recebidas                            | Bob Mann         | Detroit Lions       | 943   |
| Nº de Recepções                             | Tom Fears        | Los Angeles Rams    | 77    |
| Recepções para TD                           | Tom Fears        | Chicago Cardinals   | 9     |
| Recepções para TD                           | Ken Kavanaugh    | Chicago Bears       | 9     |
| Recepções para TD                           | Hugh Taylor      | Washigton Redskins  | 9     |
| Defesa                                      |                  |                     |       |
| Interceptações                              | Bob Nussbaumer   | Chicago Cardinals   | 12    |
| Times Especiais                             |                  |                     |       |
| Média de Punt                               | George Gulyanics | Chicago Bears       | 47.2  |
| Números coletados do Pro Football Reference |                  |                     |       |

## Prêmios
Apesar de ter sido criada e entregue um prêmio na temporada anterior, a United Press International NFL Most Valuable Player Award, abreviada UPI NFL MVP, não voltou a entregar prêmios a jogadores de futebol americano da NFL antes de 1951.

## Troca de Treinadores
- Chicago Cardinals: Jimmy Conzelman deixou a equipe. Phil Handler e Buddy Parker serviram como co-treinadores do Cardinals nas primeiras seis partidas de 1949. Parker foi então o único treinador principal nas últimas seis partidas[12].
- New York Bulldogs: Charley Ewart foi nomeado o primeiro treinador principal da nova equipe[13].
- Washington Redskins: Turk Edwards foi substituído por John Whelchel. Whelchel foi dispensado após sete jogos, e Herman Ball se tornou o novo treinador principal de Washington[14].

## Troca de Estádios
- A nova franquia, New York Bulldogs começaram a jogar no Polo Grounds, compartilhando-o com os New York Giants[3].

## Biografia
- NFL Record and Fact Book (ISBN 1-932994-36-X)
- NFL History 1931–1940 (Last accessed December 4, 2005)
- Total Football: The Official Encyclopedia of the National Football League (ISBN 0-06-270174-6)